# Ghatsvisseltrast
Ghatsvisseltrast (Myophonus horsfieldii) är en fågel i familjen flugsnappare inom ordningen tättingar.

## Utseende
Ghatsvisseltrasten är en 25 cm lång, trastlik fågel. Den vuxna fågeln är blåsvart med tydligare blått på panna och skuldror. Ungfågeln är mer sotbrun och saknar det blå i pannan.

## Utbredning och systematik
Fågeln förekommer i steniga forsar på Indiska halvön. Den behandlas som monotypisk, det vill säga att den inte delas in i några underarter.

### Familjetillhörighet
Släktet placerades tidigare med trastar i Turdidae, men DNA-studier visar att arterna är trastlika flugsnappare närmast blåpannad visseltrast (Cinclidium frontale), klyvstjärtar och Tarsiger.

## Status och hot
Arten har ett stort utbredningsområde, men tros minska i antal, dock inte tillräckligt kraftigt för att den ska betraktas som hotad. Internationella naturvårdsunionen IUCN listar arten som livskraftig (LC).

## Namn
Västra och Östra Ghats är bergskedjor på Indiska halvön där fågeln förekommer. Fågelns vetenskapliga artnamn hedrar amerikanen Thomas Horsfield (1773-1859), naturforskare och upptäcktsresande i Ostindien 1796-1818.